# Julián Navarro Rojas
Julián Navarro Rojas fue un político peruano.
Fue elegido diputado por Junín en las Elecciones de 1950 en los que salió elegido el General Manuel A. Odría quien ejercía el poder desde 1948 cuando encabezó un golpe de Estado contra el presidente José Luis Bustamante y Rivero.